# Goldberry
Goldberry je sporedni lik u izmišljenom svijetu Međuzemlja J. R. R. Tolkiena. Ona je žena Toma Bombadila poznata i kao "kćer Riječne vile". Opisana je lijepom i, barem naizgled, mladom djevojkom plave kose.

## Izmišljena povijest
U prvoj knjizi Gospodara prstenova Prstenovoj družini, Frodo Baggins i njegovi sudruzi Sam, Merry i Pippin susreću Goldberry i Toma u Staroj šumi u blizini Bucklanda. Nakon što je Tom spasio Froda iz zagrljaja Vrbova starca par ih je ugostio u svojoj kolibi. Susret je bio kratak, ali zbunjujući, jer su, očigledno, Tom i Goldberry važniji nego što se to na prvi pogled čini.
Iako je Goldberryno porijeklo nesigurno, Bombadil jasno kaže da ju je pronašao na rijeci, a njen nadimak "kćeri Riječne vile" upućuje na to da je ona prije duh rijeke Withywindle nego smrtno ljusko biće. Ovo odgovara mnogim duhovima tradicionalne engleske predaje poput lika Peg Powler rijeke Tees, iako je Goldberry primjetno nježnija. S druge strane, ona i Bombadil su bića koja je teško poistovjetiti s bilo kojim svjesnim bićima Tolkienova izmišljenog svijeta. Često se može naići na tumačenje da je ona Maiarka povezana s počelom vode, a posebice s rijekom Withywindle.
U Tolkienovim Pustolovinama Toma Bombadila prva pjesma govori o "otmici" Goldberry.

## Prilagodbe
Goldberry i Tom se ne pojavljuju u većini filmova o Gospodaru prstenova. Producenti Ralph Bakshi i Peter Jackson izjavili su da su ovi likovi ispušteni iz filmova jer nisu značajno doprinosili razvoju fabule, a znatno bi i nepotrebno produžili djelo.
Goldberry se pojavljuje u MMORPG-u The Lord of the Rings Online: Shadows of Angmar. Nalazi se u Staroj šumi u  "Goldberry's Glade". Pripada rasi "Riječnih vila." U ovoj je igri i Goldberryna sestra Naruhel, poznata kao Red Maid, koja je mračnije i okrutnije naravi. Naruhel je izvorni lik tvoraca igre i ne pojvljuje se u Tolkienovim radovima.

## Vanjske poveznice
- (engl.) Goldberry at the Tolkien Gateway
- (engl.) Goldberry iz Enciklopedije Arde